# 스트랜드 매거진

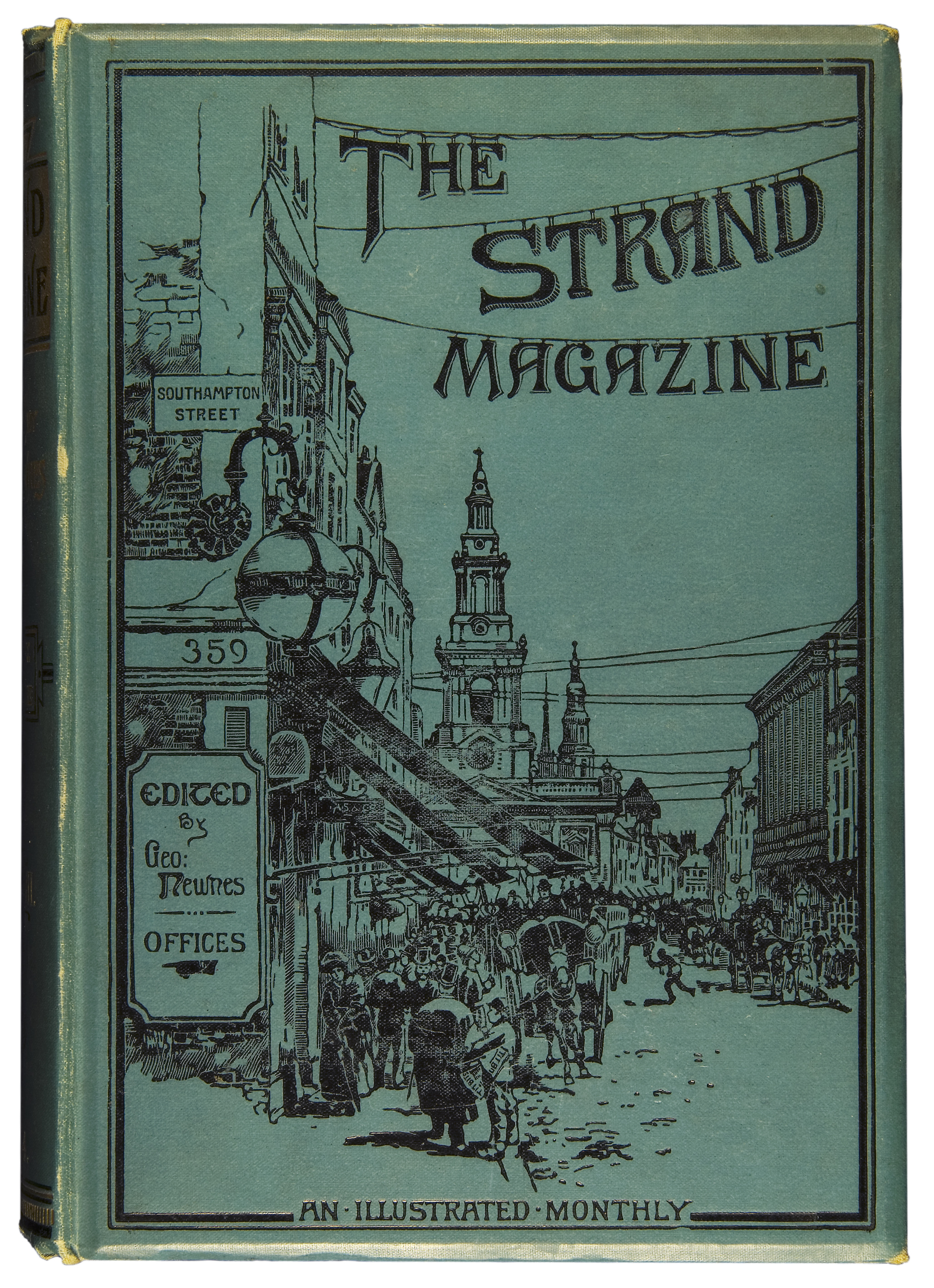
스트랜드 매거진 (1894년판)

스트랜드 매거진(영어: The Strand Magazine)은 한때 영국에서 간행된 월간지이다. 조지 뉸스(George Newnes)에 의해 창간되어, 1891년 1월부터 1950년 3월까지 60년간 발간했다.